# 10900 Folkner
10900 Folkner eller 1997 WF21 är en asteroid i huvudbältet som upptäcktes den 30 november 1997 av den japanska astronomen Takao Kobayashi vid Ōizumi-observatoriet. Den är uppkallad efter William Folkner.
Asteroiden har en diameter på ungefär 7 kilometer.